# Urheimat
Urheimat ('pàtria originària', en alemany) és el nom que agrupa les diferents teories sobre el protoindoeuropeu, l'idioma que va donar peu a les llengües indoeuropees. Aquestes teories divergeixen quant al moment de separació de la llengua en idiomes fills i la zona que cobria, i es fonamenten en proves arqueològiques i lingüístiques dels idiomes derivats. Segons el punt de partida, es pressuposen unes rutes diferents en les migracions indoeuropees.

## Teoria de la continuïtat paleolítica
La teoria de la continuïtat paleolítica, teoria della continuità en l'originari italià i PCT per les seves sigles en anglès, va ser formulada per Mario Alinei. Defensa que els indoeuropeus parlaven un idioma únic ja al Paleolític, des del X mil·lenni aC aproximadament, i que aquesta llengua va perviure en les diferents migracions, i s'escindí lentament. Aquesta llengua va ser un dels idiomes originaris de l'ésser humà (si s'accepta la poligènesi, que molts investigadors partidaris d'aquesta teoria rebutgen, per afirmar que hi havia un sol idioma originari del qual van derivar-ne tota la resta).

## Hipòtesi anatòlica
La hipòtesi anatòlica proposa que els indoeuropeus van originar-se a Anatòlia o als Balcans, i que la seva llengua va expandir-se per tot Europa amb l'avanç de la sedentarització i la revolució neolítica. El seu principal defensor és Colin Renfrew. Segons aquest estudiós, els pre-protoindoeuropeus parlaven la seva llengua cap al 6500 aC i van començar a expandir-se gràcies als excedents agrícoles. Cap al 5000 aC, ja se'n poden localitzar tres branques lingüístiques: la nord-occidental (avantpassada dels idiomes celta, itàlic i antic germànic); l'estepària, que originaria el tocari, i la balcànica que, a partir del 3000 aC, donaria lloc al grec arcaic, les llengües eslaves i les que es van expandir cap a l'Índia. Les principals crítiques a aquesta teoria venen per la primerenca separació germànica, en desacord amb la reconstrucció lingüística tradicional.

## Teoria índia
La teoria índia fou una de les primeres a sorgir amb el comparatisme lingüístic del segle xix. Els filòlegs romàntics van trobar molts punts de semblança entre les llengües europees majoritàries i el sànscrit, i van proposar-ne un origen comú, una llengua parlada a l'Índia que es va expandir cap a l'oest i es dividí en diferents subfamílies. Com que el sànscrit és molt més antic que el llatí o el grec, els estudiosos pensaven que hauria de ser l'idioma originari, o el més proper. La ciència moderna, però, ha descobert que les zones on s'originen les llengües acostumen a tenir més varietat, mentre que les branques posteriors són més uniformes perquè no hi arriben les innovacions, per la qual cosa l'Índia no podia ser la pàtria originària del protoindoeuropeu. Tanmateix, alguns estudiosos afirmen que hi ha proves històriques per a suposar una expansió des de l'Índia.
Aquesta expansió hauria començat fa sis mil anys, quan els protoindoeuropeus originaris del Panjab van començar a migrar cap al nord per la pressió demogràfica, portant la seva llengua amb ells (aquesta branca més antiga donaria peu al tocari). Un altre grup va migrar cap a Europa posteriorment, mentre que els que es van quedar a l'Índia van crear el protoindoiranià cap al 4000 aC. Aquests es van dividir en diversos grups per guerres internes, que van reflectir-se lingüísticament. Les semblances entre grecs i indoiranians només es poden explicar, per als partidaris de la teoria, per un origen comú indi ignorat per altres estudiosos (que acusen els partidaris de la hipòtesi índia de deixar-se portar pel nacionalisme hindú i de menystenir el substrat dravídic).

## Hipòtesi kurgana
La hipòtesi kurgana és la que té més acceptació entre els acadèmics i postula un origen del protoindoeropeu a les estepes al nord del mar Negre (defensada primerament per Marija Gimbutas). La cultura kurgana de què pren el nom va anar evolucionant en quatre fases gràcies a la domesticació del cavall, que hauria permès una ràpida expansió per Europa i part d'Àsia. La primera fase, fins al 4t mil·lenni aC, va originar-se prop del riu Volga. Posteriorment, van aparèixer els carros de dues rodes i les dees antropomòrfiques que representaven la Terra. La darrera fase, ubicada ja a mitjans dels tercer mil·lenni, havia aconseguit expandir la seva cultura per tots els Urals i fins a Romania, aproximadament.
Lingüísticament, es plasma en l'evolució següent: al 4500 aC es parla el protoindoeropeu arcaic, corresponent a la cultura kurgana de la primera fase; les llengües anatòliques són les primeres a separar-se, cap al 4000 aC; comença la separació que donarà lloc a la isoglossa centum-satem el 3000 aC; cap al 2500 ja estan definides les principals branques idiomàtiques; el 2000 aC, amb els avenços en els carros, s'inicia l'expansió oriental.

## Hipòtesi armènia
Aprofitant les descobertes de la teoria glotal, la hipòtesi armènia suggereix que el protoindoeuropeu va sorgir a Armènia i exclou gran part de les llengües anatòliques de la família lingüística (exclusió considerada arbitrària pels seus detractors). L'idioma s'hauria començat a dividir cap al IV mil·lenni aC.